# Pflichtmitgliedschaft
Pflichtmitgliedschaft ist die durch Gesetz oder Satzung erzwungene konstitutive Mitgliedschaft einer natürlichen oder juristischen Person in bestimmten Organisationen, weil die Personen bestimmte Voraussetzungen erfüllen, die mit der Mitgliedschaft verbunden sind.
„Konstitutiv“ bedeutet hier, dass es diese Personenvereinigung ohne Mitglieder gar nicht geben könnte, weil die Existenz einer Personenvereinigung nur durch ihre Mitglieder gewährleistet ist.
Unter Mitgliedschaft versteht man das Rechtsverhältnis der Mitglieder zu einer Personenvereinigung. Dieses Rechtsverhältnis entsteht durch (schriftliche) Beitrittserklärung und Zulassung des Beitritts durch die Personenvereinigung (vgl. § 15 GenG). Es handelt sich um einen Aufnahmevertrag, da allgemein kein Aufnahmezwang besteht; er lässt sich weder aus dem Gebot innerparteilicher Demokratie (Art. 21 Abs. 1 Satz 3 GG) noch als Teil des staatsbürgerlichen status activus aus dem Grundrechtskatalog ableiten. Die Mitgliedschaft ist verbunden mit bestimmten Rechten, zum Beispiel der Teilnahme an eigens für Mitglieder geplanten Aktivitäten, aber auch mit Pflichten, etwa der Entrichtung von festgesetzten Mitgliedsbeiträgen. Die Mitgliedschaft von Personen kann auf Freiwilligkeit beruhen oder durch Zwang entstehen. Freiwillige Mitgliedschaft gibt es beispielsweise in Vereinen. Erforderlich sind hier nach § 56 BGB mindestens sieben Mitglieder. Die Pflichtmitgliedschaft stellt einen Eingriff in die Vereinigungsfreiheit (im Fall der Closed-Shop-Regelung der Koalitionsfreiheit) dar und ist daher nur in begründeten Fällen zulässig. Als gerechtfertigt gilt sie nur, wenn der Verband legitime öffentliche Aufgaben erfüllt und dies zur Erreichung erforderlich und angemessen ist.
Bei privatrechtlichen Gesellschaften gibt es keine Mitglieder, sondern Gesellschafter oder Aktionäre.

## Rechtsfragen
Die Pflichtmitgliedschaft beruht auf gesetzlichem oder satzungsmäßigem Zwang, der nicht gegen die Grundrechte der freien Entfaltung der Persönlichkeit (Art. 2 GG), den Gleichheitssatz (Art. 3 Abs. 1 GG), die Meinungsfreiheit (Art. 5 Abs. 1 GG) oder die Vereinigungsfreiheit (Art. 9 GG) verstößt. Das Urteil des Bundesverfassungsgerichts (BVerfG) betraf die Industrie- und Handelskammern. Zu ihnen gehören gemäß § 2 Abs. 1 IHKG natürliche Personen, Handelsgesellschaften, andere Personenmehrheiten und juristische Personen des privaten und des öffentlichen Rechts, welche im Bezirk der Industrie- und Handelskammer eine Betriebsstätte unterhalten (Kammerzugehörige) und zur Gewerbesteuer veranlagt sind, als Pflichtmitglieder. Eine gewerbesteuerpflichtige GmbH hatte sich gegen ihre Beitragspflicht gewehrt, weil sie hierin einen Verstoß gegen die in Art. 2 Abs. 1 GG grundrechtlich geschützte Freiheit und gegen das Demokratieprinzip (Art. 20 Abs. 1 und 2 GG) sah. Rechtsgrundlage für die Erhebung der Mitgliedsbeiträge ist § 3 Abs. 3 IHKG in Verbindung mit der nach § 3 Abs. 2 Satz 1 IHKG zu erlassenden Beitragsordnung. Sie wird nach § 4 Abs. 1 Satz 2 Nr. 2 IHKG von der Vollversammlung beschlossen und bedarf der Genehmigung durch die Aufsichtsbehörde nach § 11 Abs. 2 Nr. 3 IHKG. Das BVerfG hält die Beitragspflicht nach § 3 Abs. 2 und 3 IHKG für gerechtfertigt, weil die zugrunde liegende Pflichtmitgliedschaft in den Industrie- und Handelskammern nach § 2 Abs. 1 IHKG auf einer legitimen Zwecksetzung beruhe. Die Kammern erfüllen „legitime öffentliche Aufgaben“; die mit der Beitragspflicht nach § 3 Abs. 2 und 3 IHKG sowie der Mitgliedschaft in der Industrie- und Handelskammer nach § 2 Abs. 1 IHKG verbundenen Eingriffe in die Handlungsfreiheit der Gewerbetreibenden sind verhältnismäßig. Das Urteil des BVerfG gilt entsprechend auch für alle übrigen Körperschaften des öffentlichen Rechts. Eine Berufung auf Artikel 11 der EMRK und weiters auch auf Artikel 20 der EMRK (Niemand darf gezwungen werden, einer Vereinigung anzugehören.) ist dann erfolgreich, wenn die Nichtmitgliedschaft die Ordnung nicht gefährdet. Wenn also beispielsweise ein Selbstständiger ausschließlich für ein Zwangsmitglied oder andere Zwangsmitglieder arbeitet, so muss dieser Selbstständige nicht ebenfalls Zwangsmitglied sein.

## Arten
Pflichtmitgliedschaften bestehen vor allem in folgenden Bereichen:
- Berufsrechtliche Kontrolle (Berufsständische Körperschaften):[7]
  - Gewerbetreibende: Industrie- und Handelskammer (in Österreich Wirtschaftskammer) gemäß § 2 Abs. 1 IHKG.
  - Handwerksbetriebe sind gemäß § 90 Abs. 2 HandwO Mitglied der Handwerkskammer.
  - Freie Berufe: Apothekerkammer, Architektenkammer, Ärztekammer, Landwirtschaftskammer, Notarkammer, Patentanwaltskammer, Rechtsanwaltskammer, Steuerberaterkammer u. ä. Die Berufsangehörigen sind hier Pflichtmitglieder.
  - Arbeitnehmerkammern in Bremen und im Saarland, Kammer für Arbeiter und Angestellte in Österreich.
- Die berufsständische Versorgung wird durch Versorgungskassen der Ärzte, Apotheker, Anwälte, Künstler usw. sichergestellt (etwa Bayerische Ärzteversorgung).
- Deichverbände: Verbandsmitglieder können unter anderem gemäß § 4 Abs. 1 WVG die jeweiligen Eigentümer von Grundstücken und Anlagen, jeweilige Erbbauberechtigte sowie Inhaber von Bergwerkseigentum (dingliche Verbandsmitglieder) sein.
- Einlagensicherung:
  - Voraussetzung für das Betreiben des Bankgeschäftes ist die Pflichtmitgliedschaft des Kreditinstituts in einer Einrichtung der Einlagensicherung (§ 23a Abs. 1 KWG).
  - Für Versicherungsunternehmen (Lebensversicherung, Krankenversicherung, Sachversicherung) ist gemäß § 221 Abs. 1  VAG die Mitgliedschaft in einem Sicherungsfonds Pflicht.
- Gebietskörperschaften (Bund, Länder, Gemeinden) haben Pflichtmitglieder gemäß Gemeindeordnung, und zwar die Einwohner mit Wohnsitz im Gebiet (§ 21 Abs. 1 GemO NRW).[8]
- Genossenschaften: Die Pflichtmitgliedschaft im Prüfungsverband (§ 54 GenG) ist Voraussetzung für die Eintragung ins Genossenschaftsregister (§ 11 Abs. 2 Nr. 3 GenG).
- Die Eigentümer von Feldern und Wäldern, die zusammen weniger als 75 ha ausmachen und einem gemeinschaftlichen Jagdbezirk angehören, bilden eine Jagdgenossenschaft (§ 9 BJagdG).[9]
- Pflichtfeuerwehr, eingerichtet in Gemeinden, die weder über eine Berufsfeuerwehr verfügen, noch genügend Personal für eine Freiwillige Feuerwehr finden[10]
- Pflichtversicherungen sind Versicherungssysteme mit gesetzlicher Zwangsmitgliedschaft wie bei Sozialversicherung und Berufsgenossenschaft. Die Sozialversicherung umfasst Personen, die kraft Gesetzes oder Satzung (Versicherungspflicht) oder auf Grund freiwilligen Beitritts oder freiwilliger Fortsetzung der Versicherung (Versicherungsberechtigung) versichert sind (§ 2 Abs. 1 SGB IV). Der Gesetzgeber darf durch die Anordnung von Zwangsmitgliedschaft und Beitragspflichten in einem öffentlich-rechtlichen Verband der Sozialversicherung die allgemeine Betätigungsfreiheit des Einzelnen durch Einschränkung ihrer wirtschaftlichen Voraussetzungen nicht unerheblich einengen.[11] Bei der Berufsgenossenschaft sind die Beschäftigten pflichtversichert (§ 2 Abs. 1 SGB VII).
- Verfasste Studentenschaften (in Österreich: Hochschülerschaft) sind außer in Bayern und Sachsen-Anhalt Zwangskörperschaften, die an die Immatrikulation anknüpfen.[12]
- Versorgungskassen bestehen aus kommunalen Pflichtmitgliedern für die Beamtenversorgung.

Körperschaftlich organisierte Organisationen erheben Umlagen, die übrigen Organisationen legen eine Beitragspflicht in ihren Satzungen fest.

## Diskussion über die IHK-Pflichtmitgliedschaft
Eine heftige Diskussion wird in Deutschland über die Pflichtmitgliedschaft in der Industrie- und Handelskammer (IHK) geführt. Eine Vielzahl von Organisationen und Initiativen engagieren sich, angeführt vom Bundesverband für freie Kammern, gegen die Zwangsmitgliedschaft. Ihre Argumente:
- Die hohen Mitgliedsbeiträge stünden im Missverhältnis zu den Leistungen der Kammer.[14]
- Die Fiktion eines Gesamtinteresses der Wirtschaft sei eine leere Illusion.[15]
- Nicht die Arbeit oder gar Existenzberechtigung der IHK stehe zur Disposition, sondern lediglich die Zwangsmitgliedschaft.[16]

Die Kammern selbst argumentieren:
- Das Angebot an öffentlichen Gütern durch die IHKs komme allen zugute.
- Die Abschaffung der Pflichtmitgliedschaft führe zu mehr Bürokratie.
- Ehrenamtliches Engagement der Unternehmen senke Kosten, auch für die Wirtschaft.
- IHKs stärkten den Standort und seine Unternehmen.
- IHKs seien die Plattform für Kommunikation und gemeinschaftliches Handeln.
- IHKs beraten jedes Jahr rund 10.000 Existenzgründer, etwa ebenso viele mittelständische Unternehmer und Existenzgründer nutzen das Steuer- und Rechtsberatungsangebot.[17]

In seiner Entschließung vom 1. April 1998 hält der Deutsche Bundestag Kammern in der Form öffentlich-rechtlicher Körperschaften mit Pflichtmitgliedschaft als Selbstverwaltungseinrichtung der Wirtschaft für weiterhin erforderlich und sachgerecht. Das BVerfG hat mit einem Nichtannahmebeschluss vom 7. Dezember 2001 die Verfassungsbeschwerde gegen die Pflichtmitgliedschaft nicht zur Entscheidung angenommen. Die Pflichtmitgliedschaft in einer Industrie- und Handelskammer ist nach Ansicht der Verfassungsrichter mit dem Grundgesetz vereinbar (Rn. 26). Gleichwohl hat das BVerfG festgehalten: „Die Änderung der wirtschaftlichen und gesellschaftlichen Rahmenbedingungen, zum Beispiel die Änderung der Struktur von den in den Kammern zusammengefassten Unternehmen und die Entwicklung des Verbandswesens im entsprechenden Bereich, verlangt vom Gesetzgeber allerdings die ständige Prüfung, ob die Voraussetzungen für eine öffentlich-rechtliche Zwangskorporation noch bestehen“ (Abs. 38). Auch spätere Gerichtsverfahren gegen die Pflichtmitgliedschaft blieben erfolglos; zuletzt hat der Erste Senat des Bundesverfassungsgerichts durch Beschluss vom 12. Juli 2017 zwei Verfassungsbeschwerden zu diesem Thema abgewiesen.

## GEMA und VG Wort
Musikurheber und Musikverlage unterliegen keinem Kontrahierungszwang und keiner Pflichtmitgliedschaft bei der GEMA. Sie können autonom entscheiden, ob sie zur Wahrnehmung ihrer Rechte einen Berechtigungsvertrag mit der GEMA abschließen und hierdurch GEMA-Mitglied werden oder nicht. Nur die GEMA selbst unterliegt einem Kontrahierungszwang, weil sie zur Annahme von den ihr angebotenen Berechtigungsverträgen verpflichtet ist (§ 9 VGG).
Die ebenfalls dem VGG unterliegende VG Wort kennt gemäß ihrer Satzung auch keine Pflichtmitgliedschaft, sondern Autoren und Verlage können sich unter Angabe der Berufsgruppe, der sie als Mitglied angehören wollen, um die Aufnahme bewerben. Dazu müssen sie Wahrnehmungsberechtigte aufgrund eines Wahrnehmungsvertrags sein, die sich unter bestimmten Bedingungen um die Aufnahme als Mitglied bewerben können (§ 3 Satzung VG Wort).

## Unzulässige Pflichtmitgliedschaften
Eine Verpflichtung der Arbeitnehmer eines Betriebes, einer Gewerkschaft beizutreten (Closed Shop), ist nach Auffassung des Europäischen Gerichtshofs für Menschenrechte als Verstoß gegen die Koalitionsfreiheit unzulässig.
Ebenfalls unzulässig ist nach Auffassung desselben Gerichts die in Frankreich bestehende Pflicht für Jäger, Jagdgenossenschaften beizutreten. Demgegenüber sieht das Bundesverwaltungsgericht  (BVerwG) die Pflicht deutscher Landeigentümer (nicht Jäger!) zur Mitgliedschaft in Jagdgenossenschaften als zulässig an. Im Urteil bekräftigte das BVerwG, dass Inhaber von Eigenjagdbezirken nicht Zwangsmitglied einer Jagdgenossenschaft sind.

## International
In Österreich ist die Erhebung von Beiträgen durch Pflichtmitglieder seit Januar 2008 im Art. 120c Abs. 2 Bundes-Verfassungsgesetz verankert. Die Institutionen heißen Kammern, ohne die es keine Pflichtmitgliedschaft gäbe. Vor allem sind als gesetzliche Interessenvertretung die Wirtschaftskammer Österreich (Arbeitgeber), die Kammer für Arbeiter und Angestellte (Arbeitnehmer), die Österreichische Apothekerkammer, Landarbeiterkammer, Notariatskammer oder die Landwirtschaftskammer zu erwähnen. Nach § 122 Abs. 1 Wirtschaftskammergesetz kann von den Kammermitgliedern eine Umlage nach dem Grundsatz der Verhältnismäßigkeit der Inanspruchnahme eingehoben werden. Eine Verfassungsbeschwerde hiergegen hat der Verfassungsgerichtshof im November 2009 abgelehnt.
Die Industrie- und Handelskammern in der Schweiz beruhen auf freiwilliger Mitgliedschaft.
Die Kammern in Frankreich (französisch chambres) sind Körperschaften des öffentlichen Rechts (französisch collectivité de droit public) mit Zwangsmitgliedschaft (französisch affilation obligatoire). Die Pflichtbeiträge (französisch contribution obligatoire) der Mitgliedsunternehmen werden vom Staat eingezogen und an die Kammern weitergeleitet. Außerdem führen sie das Handelsregister; die regionalen Kammern betreiben auch Infrastruktureinrichtungen wie den Überseehafen in Calais, den Binnenhafen in Colmar, den Flughafen in Nizza oder Messegesellschaften.